# Mariazeller Straße
De Mariazeller Straße (B20) is een  Bundesstraße in de Oostenrijkse deelstaten Neder-Oostenrijk en Stiermarken.
De B20 verbindt St. Pölten via Mariazell met Kapfenberg. De weg is 133,9 km lang.

## Routebeschrijving

### Neder-Oostenrijk
De B20 begint in Sankt Pölten aan de Europaplatz een rotonde met de B1. De weg loopt in zuidelijke richting door de stad en kruist bij afrit Sankt Pölten-Süd A1 en zuidelijker sluit op een kruising de B39 aansluit en de B20 Sankt Pölten verlaat. De weg loopt verder door Wilhelmsburg, Traisen waar op een kruising de B18 aansluit, Lilienfeld waar de B214 aansluit. De weg loopt door Türnitz, Annaberg waar de B28 aansluit. De weg loopt verder door  Mitterbach am Erlaufsee en bereikt de B20 ten zuiden van Witterbach de  deelstaatgrens met Stiermarken.

### Stiermarken
De B20 loopt verder door Sankt Sebastian,Mariazell waar de B21 en verder naar het zuidwesten sluit op een kruising de B71 aansluiten. De weg loopt verder naar Gußwerk waar de B24 aansluit. De B20 loopt nog door Aflenz Land, Aflenz Kurort en Thörl waarna ze in Kapfenberg eindigt op een kruising met de B116

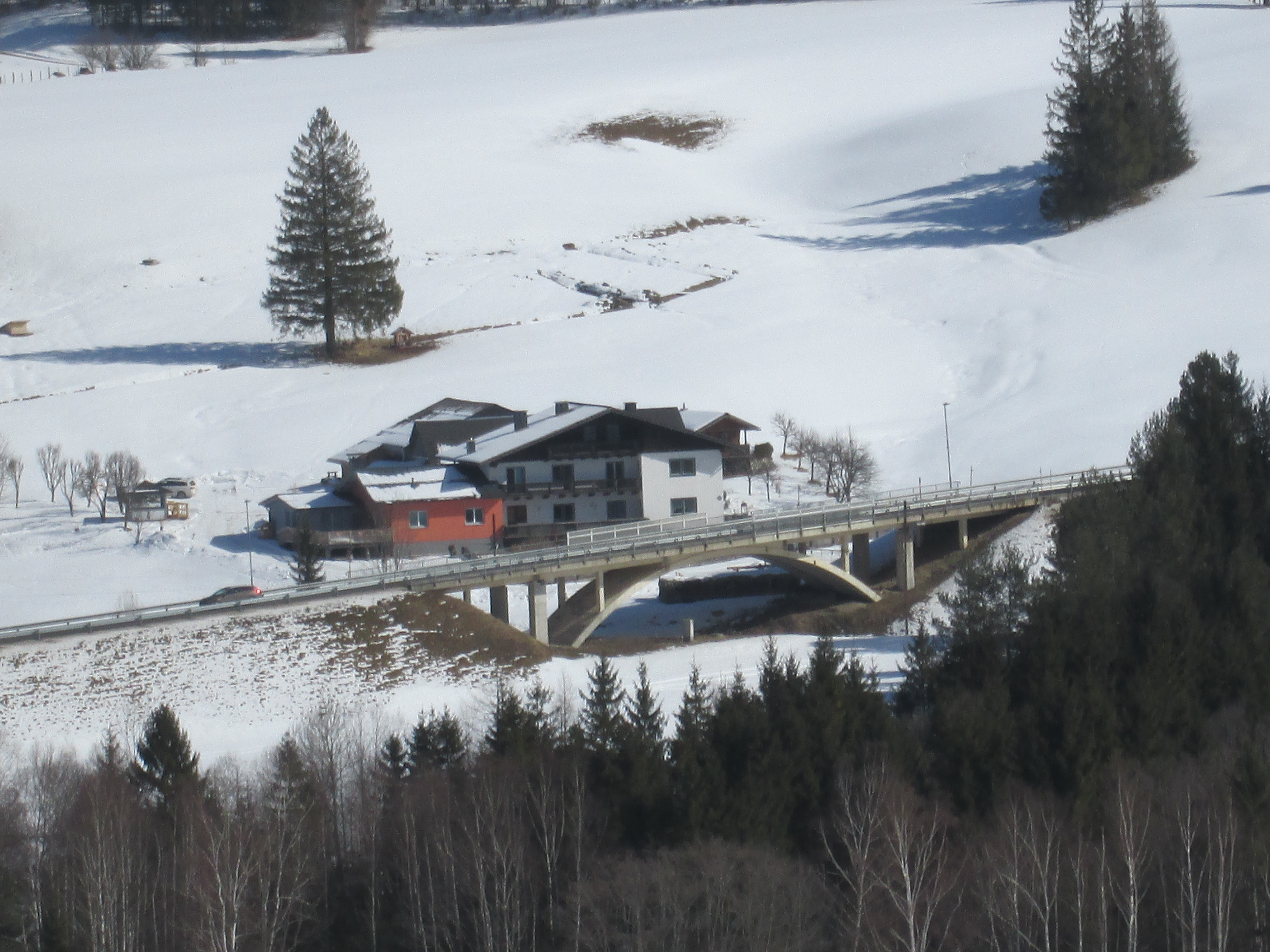
Boogenbrug in de B 20 Mariazeller Straße in Mitterbach am Erlaufsee (2018)

## Geschiedenis
De B20 is onderdeel van de Oostenrijkse Via Sacra. De weg die Mitterbach aan de deelstaatgrens met Stiermarken via Wiener-Bruck, Türnitz, Lilienfeld und Sankt Georgen am Steinfelde verbond met de Wien-Linzer Straße bij Sankt Pölten. De B20 behoort hierdoor tot de 17 wegen die in 1866 tot Neder-Oostenrijkse Landesstraßen omgenoemd werden. In 1854 waren er vier tolstations, deze lagen in St. Pölten, Traisen, Lehenrotte en Annaberg, deze leverden de staatskas 12.500 gulden op.
De Mariazeller Straße tussen Sankt Pölten en Mitterbach werd op last van de Bondsregering op 9 juni 1933 een Bundesstraße. Tot 1938 werd de Mariazeller Straße B20 genoemd. Na de Anschluss werd de weg op 1 April 1940 in de lijst van Reichsstraßen opgenomen als Reichsstraße 46 na de Tweede Wereldoorlog werd de B20 weer in ere hersteld.
B1 · 
B2 · 
B3 · 
B4 · 
B5 · 
B6 · 
B7 · 
B8 · 
B9 · 
B10 · 
B11 · 
B12 · 
B13 · 
B14 · 
B15 · 
B16 · 
B17 · 
B18 · 
B19 · 
B20 ·  
B21 · 
B22 · 
B23 · 
B24 · 
B25 · 
B26 · 
B27 · 
B28 · 
B29 · 
B30 · 
B31 · 
B32 · 
B33 · 
B34 · 
B35 · 
B36 · 
B37 · 
B38 · 
B39 · 
B40 · 
B41 · 
B42 · 
B43 · 
B44 · 
B45 · 
B46 · 
B47 · 
B48 · 
B49 · 
B50 · 
B51 · 
B52 · 
B53 · 
B54 · 
B55 · 
B56 · 
B57 · 
B58 · 
B59 · 
B60 · 
B61 · 
B62 · 
B63 · 
B64 · 
B65 · 
B66 · 
B67 · 
B68 · 
B69 · 
B70 · 
B71 · 
B72 · 
B73 · 
B74 · 
B75 · 
B76 · 
B77 · 
B78 · 
B79 · 
B80 · 
B81 · 
B82 · 
B83 · 
B84 · 
B85 · 
B86 · 
B87 · 
B88 · 
B89 · 
B90 · 
B91 · 
B92 · 
B93 · 
B94 · 
B95 · 
B96 · 
B97 · 
B98 · 
B99 · 
B100 · 
B105 · 
B106 · 
B107 · 
B108 · 
B109 · 
B110 · 
B111 · 
B113 · 
B114 · 
B115 · 
B116 · 
B117 · 
B119 · 
B120 · 
B121 · 
B122 · 
B123 · 
B124 · 
B125 · 
B126 · 
B127 · 
B129 · 
B130 · 
B131 · 
B132 · 
B133 · 
B134 · 
B135 · 
B136 · 
B137 · 
B138 · 
B139 · 
B140 · 
B141 · 
B142 · 
B143 · 
B144 · 
B145 · 
B146 · 
B147 · 
B148 · 
B149 · 
B150 · 
B151 · 
B152 · 
B153 · 
B154 · 
B155 · 
B156 · 
B158 · 
B159 · 
B160 · 
B161 · 
B162 · 
B163 · 
B164 · 
B165 · 
B166 · 
B167 · 
B168 · 
B169 · 
B170 · 
B171 · 
B172 · 
B173 · 
B174 · 
B175 · 
B176 · 
B177 · 
B178 · 
B179 · 
B180 · 
B181 · 
B182 · 
B183 · 
B184 · 
B185 · 
B186 · 
B187 · 
B188 · 
B189 · 
B190 · 
B191 · 
B192 · 
B193 · 
B197 · 
B198 · 
B199 · 
B200 · 
B201 · 
B202 · 
B203 · 
B204 · 
B205 · 
B209 · 
B210 · 
B211 · 
B212 · 
B213 · 
B214 · 
B215 · 
B216 · 
B217 · 
B218 · 
B219 · 
B220 · 
B221 · 
B222 · 
B223 · 
B224 · 
B225 · 
B226 · 
B227 · 
B228 · 
B229 · 
B230 · 
B303 · 
B305 · 
B309 · 
B310 · 
B311 · 
B316 · 
B317 · 
B319 · 
B320